# رامش فايشالي
ويشالي بنت رميش بابو (بالهندستانية: ویشالی رمیش بابو/वैशाली रमेशबाबू؛ وبالتملية: வைசாலி இரமேசுபாபு؛ مواليد 2001) لاعبة شطرنج هندية من جناي عاصمة تملنادة.

## عن حياتها
حصلت على لقب أستاذة دولية في الشطرنج (WIM) عام 2016 بعد فوزها بالمركز الأول للفتيات تحت 12 سنة في بطولة العالم للشطرنج للشباب عام 2012، والمركز نفسه للبطولة عام 2015 للفتيات تحت 14 سنة.

## التصنيف العالمي
ويشالي هي سادس أعلى لاعبة شطرنج تصنيفا في العالم بين النساء دون 16 عاما، والأولى على مستوى بلادها.

## الحياة الشخصية
رامِش هي شقيقة رامشبابو براغانانادا الذي يعد أصغر أستاذ دولي في الشطرنج (IM) في التاريخ، و أستاذ دولي كبير (GM).

## روابط خارجية
- رامش فايشالي على موقع الاتحاد الدولي للشطرنج (الإنجليزية)
- رامش فايشالي على موقع مباريات الشطرنج (الإنجليزية)
- رامش فايشالي على موقع 365Chess.com (الإنجليزية)
- رامش فايشالي على موقع Chesstempo.com (الإنجليزية)